# The First Night
A The First Night Monica amerikai énekesnő második kislemeze második, The Boy Is Mine című stúdióalbumáról. A dalt Jermaine Dupri és Tamara Savage írta; felhasznál egy részletet Diana Ross 1976-os, Love Hangover című számából, melyet Marilyn McLeod és Pam Sawyer írt. A The First Night Monica egyik legnagyobb sikere lett, az Egyesült Államokban a Billboard Hot 100 és Hot R&B/Hip-Hop Singles & Tracks slágerlistán is az első helyre került, ezzel az énekesnő első listavezető száma lett szólóénekesként. Az USA-ban platinalemez.

## Fogadtatása
A dal világszerte Monica egyik legnagyobb sikere lett. Az USA-ban ez lett az énekesnő negyedik top 10 dala és a második listavezető az előző kislemez, a The Boy Is Mine óta, ami duett Brandyvel. A The First Night húsz hétig maradt a top 40-ben és a 18. helyre került az év végi összesített slágerlistán. A Hot R&B/Hip-Hop Singles & Tracks slágerlistát hat héten át vezette, és az év végi összesített listán a top 10-be került. A Hot Dance Club Play slágerlistát szintén vezette. A top 10-be került az Egyesült Királyságban és Kanadában, a top 20-ba Új-Zélandon és a top 30-ba Ausztráliában és Írországban.
A következő kislemezen, az Angel of Mine-on szerepel a The First Night egy remixe, melyben Jermaine Dupri és R.O.C. rappel. Ez megjelent Dupri Ya'll Know What This Is… The Hits című válogatásalbumán is 2007-ben.

## Számlista
| CD kislemez (Európa) CD kislemez, kazetta (USA) 1. The First Night (Radio edit) – 3:57 2. ‘Cross the Room (Album version) – 3:54 CD maxi kislemez (Európa) 1. The First Night (Album version) – 3:55 2. The First Night (Remix) – 4:08 3. The First Night (Instrumental) – 3:52 4. The First Night (Video Version) – 3:54 CD maxi kislemez (Egyesült Királyság) 1. The First Night (Radio Version) – 3:55 2. The First Night (Booker T Vocal Mix) – 6:18 3. The First Night (Booker T Club Mix) – 5:32 4. The First Night (Jermaine Dupri Remix) – 4:09 CD maxi kislemez (USA) 1. The First Night (So So Def Remix) – 4:09 2. The First Night (Booker T Vocal Mix) – 6:18 3. The First Night (Razor-N-Guido Radio Edit) 4. The First Night (Razor-N-Guido Club Mix) 12" maxi kislemez (USA) 1. The First Night (Radio Version) – 3:55 2. The First Night (Jermaine Dupri Remix) – 4:09 3. The First Night (Booker T Vocal Remix) – 6:18 4. The First Night (Booker T Dub Mix) – 5:32 | 12" maxi kislemez (USA) 1. The First Night (So So Def Remix) – 4:09 2. The First Night (So So Def Remix) – 4:09) 3. The First Night (Album Version) – 3:55 4. The First Night (So So Def Remix Instrumental) – 4:09 12" maxi kislemez (Egyesült Királyság; promó) 1. The First Night (Album Version) – 3:55 2. The First Night (Album Instrumental) – 3:52 3. The First Night (Remix) – 4:09 4. The First Night (Remix Instrumental) – 4:09 12" maxi kislemez (USA; promó) 1. The First Night (Album Version) – 3:55 2. The First Night (Instrumental) – 3:52 3. The First Night (A cappella) – 3:55 4. The First Night (Album Version) – 3:55 5. The First Night (Instrumental) – 3:52 6. The First Night (A cappella) – 3:55 12" maxi kislemez – The Razor-N-Guido Remixes (USA; promó) 1. The First Night (Club Mix) – 8:51 2. The First Night (Dub) – 6:46 3. The First Night (Radio Edit) – 4:37 |

## Helyezések
| Slágerlista (1998)                    | Legmagasabb helyezés |
| ------------------------------------- | -------------------- |
| USA Billboard Billboard Hot 100       | 1                    |
| USA Billboard Hot R&B/Hip-Hop Singles | 1                    |
| USA Billboard Hot Dance Club Play     | 1                    |
| USA Billboard Hot Singles Sales       | 1                    |
| USA Billboard Hot 100 Airplay         | 18                   |
| Ausztrál ARIA kislemezlista           | 30                   |
| Brit kislemezlista                    | 6                    |
| Francia kislemezlista                 | 41                   |
| Holland kislemezlista                 | 22                   |
| Ír kislemezlista                      | 30                   |
| Kanadai kislemezlista                 | 6                    |
| Német kislemezlista                   | 63                   |
| Új-zélandi RIANZ kislemezlista        | 15                   |
| Nemzetközi egyesített slágerlista     | 4                    |